# John Maynard Keynes
John Maynard Keynes (kiejtése: kéjnz, IPA: keɪnz) (Cambridge, 1883. június 5. – Firle, 1946. április 21.) angol matematikus és közgazdász, a modern makroökonómia megteremtője. A tőle eredő gazdasági szemléletet keynesianizmusnak nevezzük.

## Életrajza
Jómódú és befolyásos értelmiségi családban született. Apja, John Neville Keynes maga is jelentős elméleti közgazdász, míg anyja, Florence Ada Brown remek író, szociális reformer, egyben Cambridge első női polgármestere volt.
Keynes Anglia legjobb iskoláiban tanulhatott: előbb Etonban, majd a cambridge-i King's College-ben. Tanárai között találjuk Alfred Marshallt és Arthur Cecil Pigout. Disszertációját valószínűségszámításból írta, közben közszolgálati vizsgát is tett.
1908-ig az India Office-nál dolgozott, majd visszatért Cambridge-be. 1915-től 1919-ig a kincstár alkalmazottja volt, így juthatott ki szakértőként a versailles-i békekonferenciára. Az itt kötött békeszerződéseket – pontosabban a bennük foglalt, a háború veszteseit sújtó szankciókat – gazdasági és politikai szempontból is elfogadhatatlannak tartotta. Idő előtt hazatért, és A béke gazdasági következményei (The Economic Consequences of the Peace, 1919) című művében kifejtette véleményét: a Németországra kirótt óriási jóvátétel csak arra jó, hogy tönkretegye az ország gazdaságát, ezáltal pedig egész Európát gyengítse.
Keynesnek fiatalon homoszexuális viszonya volt Duncan Granttel, a festővel 1908-tól 1915-ig, akivel közösen voltak tagjai a híres művészekből, írókból álló Bloomsbury Körnek. Később viszont találkozott a híres orosz balett-táncosnővel, Ligyija Lopuhovával, akit 1925-ben feleségül is vett. Házasságuk boldog volt, bár gyermekük nem születhetett.
Keynes fantasztikus spekuláns volt, sikeres befektetéseivel rövid idő alatt hatalmas vagyont szerzett. A nagy gazdasági világválság idején majdnem tönkrement, de a válságot követően ismét talpra állt.
1911-től egészen 1945-ig szerkesztette az Economic Journal című gazdasági folyóiratot.
1942-ben megkapta a „Tilton bárója” nemesi címet.
A második világháború után részt vett a Bretton Woods-i konferencián. A sok feszültséggel járó munka azonban megterhelte szervezetét, és 1946-ban szívrohamban elhunyt.

## Művei
Az 1923-ban írt, Rövid értekezés a pénzügyi reformról (A Tract on Monetary Reform) című művének egyik fő témája a háború utáni hiperinfláció. Keynes itt vázolta fel a kamatlábparitás elméletét. Javasolta a rugalmas valutaárfolyam bevezetését az országok számára.
A laissez-faire végé-t (The End of Laissez-faire) 1926-ban, Szovjetunióbeli utazását követően jelentette meg. Ebben a pamfletjében élesen támadta a liberális gazdaságpolitikai felfogást. Bizonyította, hogy a nézetrendszer hívei által gyakran emlegetett klasszikus közgazdászok munkáiban szó sem esik az állami beavatkozás teljes elvetéséről. Azt, hogy a liberális eszmék még a '20-as években is széles körben elterjedtek, az alternatívaként megjelenő protekcionizmus és marxizmus hibáival magyarázta.
A kétkötetes Értekezés a pénzről (Treatise on Money, 1930) Keynes egyik legerőteljesebben vitatott írása. Sok fontos elméleti és gyakorlati megállapítás szerepel benne, ezek jelentős részét azonban már a századfordulón élt svéd közgazdász, Knut Wicksell is megírta. Keynest bírálói hol azzal vádolták, hogy tudatosan „lopta el” és sajátította ki más ötleteit, hol azzal, hogy nem elég tájékozott az elméleti közgazdaságtan kérdéseiben, hiszen például nem olvasta Wicksell munkáit.
Fő műve azonban mindenféleképpen az 1936-ban íródott A foglalkoztatás, a kamat és a pénz általános elmélete (The General Theory of Employment, Interest and Money) – egyszerűbben: az Általános elmélet –, amely gondolatmenetét tekintve rendkívül szerteágazó, de vezérelve a következő: a klasszikus és neoklasszikus közgazdászok a gazdaságnak csak egy speciális, egyensúlyi állapotát írták le, amit aztán megpróbáltak a való életre is alkalmazni, sikertelenül. Most viszont Keynes leírta az „általános esetet”, vagyis azokat a viszonyokat, amik a gazdaságot mindenfajta helyzetben jellemzik.
Az Általános elmélet forradalmi megállapításai:
- Keynes a neoklasszikus árelmélet elvetésével eljut ahhoz a megállapításhoz, hogy a gazdaság akkor is egyensúlyba kerülhet, ha nincs teljes foglalkoztatottság. Szerinte a gazdasági paraméterek (például a technológia vagy a fogyasztói kereslet) változásaira a vállalatok alapvetően nem az árak, hanem a megtermelt mennyiségek változtatásával reagálnak. A munkaerőpiac sem úgy működik, ahogy azt a neoklasszikus közgazdászok – más piacokkal analóg módon – leírták. A lényeg tehát az, hogy a piaci automatizmusok Keynes szerint képesek ugyan az egyensúly kialakítására, de arra már nem, hogy fenntartsák a teljes foglalkoztatottságot.
- A Say-dogmából következne, hogy minden kínálatnak megteremtődik a kereslete, mivel a javak termelése során szerzett jövedelmeket az emberek vagy fogyasztásra költik, vagy megtakarítják – a megtakarítást pedig mások, például a bankok, illetve a vállalatok, beruházásra fordítják. Keynes megállapította, hogy ez a folyamat általában nem zajlik le ilyen formában. A pénznek önmagában is van hasznossága, ami a likviditásából származik, azaz hogy képesek vagyunk azonnal elkölteni. Előfordul tehát, hogy érdemes a pénzt magunknál tartani ahelyett, hogy befektetnénk. (Ne felejtsük el azt sem, hogy a megtakarítási és a beruházási döntéseket többnyire nem ugyanazok a személyek hozzák.) Ráadásul a befektetők bizalma nagyon ingatag, ha visszaesést tapasztalnak, inkább „elraktározzák” a pénzüket, nehogy elvesszen. Az ilyen folyamatok az aggregált kereslet erőteljes csökkenése révén válságokat idéznek elő. Keynes értelmezésében az 1929–33-as nagy gazdasági világválság is egy volt a sok válság közül – csak éppen a legsúlyosabb.
- Válság idején az állam képes arra, hogy fiskális eszközökkel, például infrastrukturális beruházásokkal, de mesterségesen fenntartsa a hatékony keresletet (fogalmát lásd lejjebb), ezzel az egyensúlyhoz közelítse a gazdaságot és csökkentse a munkanélküliséget. Az állam aktív beavatkozása tehát ilyen esetekben mindenki számára hasznos. Még annak árán is, hogy a fedezet nélküli pénzkiadás költségvetési deficitet eredményez: ezt a fellendülés időszakában az állami költekezés visszafogásával kell ellensúlyozni. A monetáris politikát Keynes nem tartotta annyira megbízható keresletszabályozó eszköznek, mint a fiskális beavatkozást, mivel a pénz forgási sebességének gyakori ingadozása következtében a pénzmennyiség megváltoztatásának jövedelemre gyakorolt hatása nem jelezhető jól előre (ellentétben a beruházásnövelés hatásával, ami a stabil beruházási multiplikátor ismeretében pontosan meghatározható).

Az Általános elméletben Keynes szükségesnek tartotta a közgazdaságtan két önálló résztudományra való szétválasztását: az egyik ág „az egyedi iparág vagy vállalat elméletével és az adott mennyiségű erőforrások különböző felhasználások közötti elosztásával, valamint a nekik jutó javadalmazással” foglalkozna, míg a másik résztudomány „az egész termelés és foglalkoztatás elmélete” lenne. Ez a szétválasztás halála után megtörtént, az egyik résztudományt ma mikro-, míg a másikat makroökonómiának hívjuk. Keynes több alkalommal is hangsúlyozta, hogy miért tartja szükségesnek ezt a megkülönböztetést: összgazdasági szinten sok esetben teljesen más szabályok szerint zajlanak le a folyamatok, mint egyetlen vállalat vagy iparág szintjén.
A háború finanszírozása (How to pay for the war, 1940) című művében a magasabb adók mellett érvelt a háborús terhek finanszírozására, tartva attól, hogy különben meglódul az infláció.
Lásd még: keynesianizmus

## Keynes által bevezetett közgazdasági fogalmak

### Fogyasztási függvény
Keynes szerint az erőteljesen ingadozó beruházásokkal ellentétben a fogyasztás a jövedelemmel arányosan nő vagy csökken, sőt: a két változó között gyakorlatilag függvényszerű kapcsolat van. Azt, hogy a teljes jövedelem egységnyi növelésével a fogyasztás hány egységgel nő (vagyis matematikai szemszögből nézve, mekkora a fogyasztási függvény meredeksége), a fogyasztási határhajlandóság mutatja meg. Ez a szám 0 és 1 között van, és Keynes megállapítása szerint a jövedelem emelkedésével valamelyest csökken.

### Beruházási multiplikátor
A gazdaságban végrehajtott egyszeri beruházás természetesen ugyanekkora mértékben növeli a jövedelmet. Csakhogy a jövedelem emelkedése keresletként jelenik meg a piacon, így további fogyasztáshoz, illetve beruházásokhoz vezet, amik újból növelik a jövedelmet. Ez a folyamat elviekben a végtelenségig tart, de az egymást követő jövedelemnövekedések persze egyre kisebb mértékűek. A beruházási multiplikátor azt mutatja meg, hogy a gazdaságba bevitt egységnyi beruházás összességében hány egységnyi jövedelemnövekedést eredményez.
Keynes úgy vélte, hogy a multiplikátor stabil, nem ingadozik rövid távon, hanem csak a – szintén stabil – fogyasztási határhajlandóság függvénye, méghozzá a következőképpen: ha a beruházási multiplikátor k, akkor a fogyasztási határhajlandóság:
(A valóságban nyilvánvalóan a fogyasztási határhajlandóság határozza meg a multiplikátort, nem pedig fordítva.)

### Likviditási függvény
Azt, hogy a gazdaság szereplői különböző kamatlábak mellett mennyi készpénzt tartanak maguknál, a likviditási függvény mutatja meg. Ez a függvény csökkenő meredekségű: minél nagyobb a kamatláb, annál inkább hajlamosak az emberek arra, hogy a pénz kamatjövedelem nélküli „tárolása” helyett befektessék azt. De a likviditás mértéke függ a jövedelemtől is: minél több van abból, annál több pénzt tudunk „elraktározni”.
Az már egyértelmű, hogy a jövedelem és a likviditási függvény értékének különbsége adja azt a pénzösszeget, amit az emberek fogyasztásra, illetve beruházásra fordítanak.

### A tőke határhatékonysága
A beruházási hajlandóságot a likviditási függvény mellett még az is meghatározza, hogy az adott beruházás várható hozamai és előállítási költsége közti arány mekkora. Ez, pontosabban egy egységnyi beruházás hozamának és költségének hányadosa jelenti a tőke határhatékonyságát.

### Hatékony kereslet
A hatékony kereslet az összkereslet azon szintje, amely mellett megvalósul a teljes foglalkoztatottság. Az Általános elmélet fontos megállapítása (lásd fent), hogy a tényleges aggregált kereslet gyakran kisebb, mint a hatékony kereslet: ilyenkor van szükség keresletösztönző állami gazdaságpolitikára.

## Jelentősége
- Az elméleti közgazdaságtan tudományának egyik legnagyobb egyénisége, akinek munkássága nagy befolyást gyakorolt a 20. század közgazdasági és politikai gondolkodására.
- Valószínűleg Karl Marx után a legismertebb elméleti közgazdász.
- Nevéhez általában elsősorban a gazdasági válságok megakadályozására, illetve csillapítására irányuló állami intézkedések szorgalmazását kötik, azonban számos más területen – például a pénzzel, az árakkal és bérekkel, a foglalkoztatottsággal kapcsolatban – végzett munkája is hasonló fontosságú.

## Magyarul megjelent művei
- A béke gazdasági következményei; ford. Bíró Sándor, Sárkány Ferenc, bev. Révai Mór János; Révai, Bp., 1920
- A foglalkoztatás, a kamat és a pénz általános elmélete; ford., bev. Erdős Péter; Közgazdasági és Jogi, Bp., 1965
- A békeszerződés gazdasági következményei; tan. Robert Lekachman, ford. Félix Pál, versford. Kiss Zsuzsa; Európa, Bp., 1991